# تحليل بكتيريا الماء

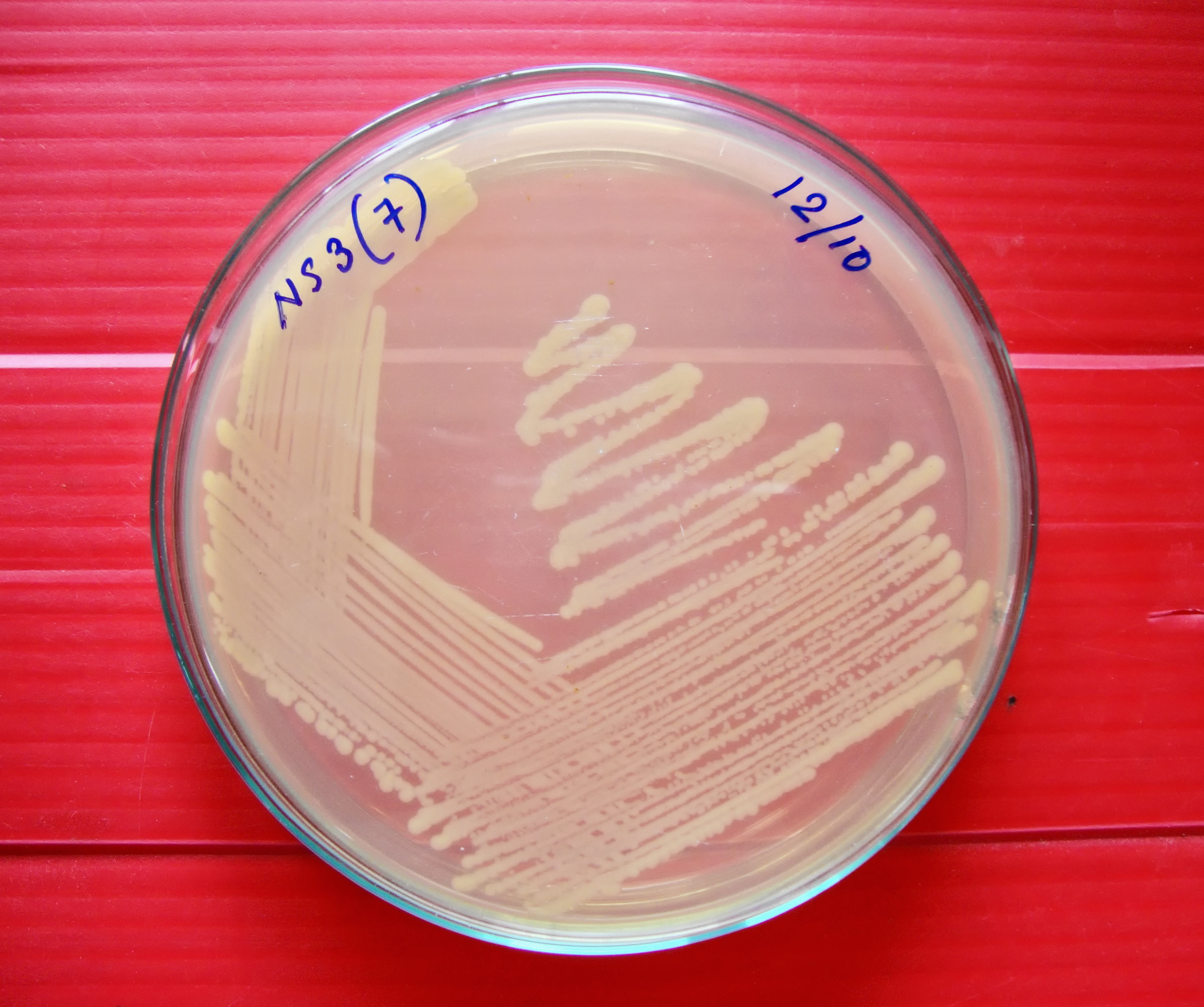

تحليل بكتيريا الماء هو عبارة عن تحليل الماء لتقدير عدد البكتيريا الموجودة فيه وأيضا لتحديد نوع البكتيريا إذا لزم الامر. هذه العملية عبارة عن تحليل للأحياء الدقيقة التي يستخدم فيها عينات من الماء المراد التحقق منه ومنها يمكن تحديد نسبة البكتيريا. ووفقا لنسبة البكتيريا في هذه العينات يتم تحديد ملائمة الماء من عدمها.
تختلف نوعية الإجرائات المتخذة وفقا لا ستخدامات الماء. على سبيل المثال الماء المستخدم للشرب يكون له اجرائات تختلف عن الماء للاستحمام.

## الاقتراب
الميكروب المحدد هو الميكروب الذي يتم البحث عنه في عملية التحليل عوضا عن الميكروب الذي يسبب المرض. الميكروبات المحددة عبارة عن بكتيريا تكون بشكل طبيعي ضمن الميكروبات الموجودة في الجهاز الهضمي للإنسان أو الحيوان. وجودها في العينات المستخدمة في الفحص يمكن ان توكن إشارة إلى تلوث الماء.في حالة اصابة الشخص بميكروب، هذه الميكروبات المحددة تفرز بكميات كبيرة لذلك إذا كانت كمية الميكروبات المحددة قليلة فكمية الميكروب المسبب للمرض تعتبر اقل أو معدومة.
التحليل يعمل عن طريق الزراعة واختبارات الكيماء الحيوية. عندما تكون مستوى الميكروبات المحددة متجاوزه للمحددات المبدئية، يجرى تحليل متخصص للميكروبات الممرضة وتكشف عن طريق زراعة متخصصة أو عن طريق الأحياء الجزيئية.

## الطرق
لان التحليل يعتمد على عينة صغيرة يتم اخذوها من عينه واسعة فكل اللطرق تعتمد على قواعد احصائية.

طريقة الانبوب المتعدد
تعتبر واحدة من أقدم الطرق المستخدمة. في هذه الطريقة العينة (تقريبا 10 ميلي) يتم تخفيفها بإضافة 100 ميلي من وسط زراعي معقم. يتم أخذ عينة من هذا المحلول (10 ميلي) وتوضع في عشرة انابيب. العشرة ميلي الأخيرة يتم تخفيفها وتم عمل نفس العملية مجدداً. بعد الانتهاء من تكرار هذه العلية ل خمس مرات سيصبح عدد اللانابيب 50 انبوب والتخفيف سيبدا من 1:10 إلى 1:10000. بعد ذلك، تتم عملية حضانة للانابيب في درجة حرارة معينه ووقت محدد ثم يتم حساب عدد الانابيب التي حصل في نمو. باستخدام الجداول الاحصائية يتم تحديد تركيز الميروكبات في العينة الاصلية (قبل التخفيف).
هذه العملية يكمن أن تطور باستخدام وسط زراعي يحدد إنتاج الحمض بتغير لون الوسط وأيضا باستخدام انبوبة مقلوبة للاكتشاف الغاز المنبعث. الغاز المنبعث يعتبر محدد قوي لوجود إشريكية قولونية.
اختبار ثلاثي فوسفات الأدينوسين ثلاثي فوسفات الأدينوسين 
اختبار ثلاثي فوسفات الأدينوسين يكون عملية قياس سريعة للميكروبات النشطة في الماء عبر الكشف عن ثلاثي فوسفات الأدينوسين أو ATP.
ثلاثي فوسفات الأدينوسين هو جزيء يوجد فقط في وحل الخلايا الحية وهو يعطي قياس مباشر للتركيز الحيوي والصحي.يتم قياس كمية ATP عن طريق الضوء الصادر عبر تفاعله مع انزيم ليوسيفيريز Luciferase عن طريق Luminometer. كمية الضوء الصادر تعبر عن كمية الطاقة الحيوية الموجودة في العينة.
الجيل الثاني من اختبارات ATP صممت خصيصا للماء، مخلفات الماء والاستخدامات الصناعية.
عد الطبق 
طريقة عد الطبق تعتمد على نمو البكتيريا على شكل مستعمرة على وسط مغذي. المستعمرة يمكن مشاهدتها بالعين المجردة وبالتالي يتم عد المستعمرات الموجودة في الطبق. للفاعلية، يتم تخفيف العينة لتصبح عدد المستعرات حوالي 30 -300 مستعمرة في الطبق. اقل من 30 مستعمرة تعتبر غير كافية للعد وأيضا أكثر من 300 مستعمرة تجعل من عملية العد أكثر صعوبة. لذلك عدة تخفيفات يجب أن تعمل للعينة للحصول على عدد مناسب من المستعمرات للعد.
التجربة المخبرية تشمل تخفيف العينة بشكل تسلسلي (1:10 ,1:100 ,1:1000 etc) في ماء معقم وتطعيمها على اجار مغذي في طبق يكون مغلق ومن ثم تتم حضانته.
الأوساط النموذجية تشمل اجار عد الطبق للعد العام Plate count agar وماكونكي اجار MacConkey agar لعد بكتيريا سالبة صبغة جرام على سبيل المثال إشريكية قولونية. مجموعة أولى من الاطباق تحضن عند 22 °C لمدة 24 ساعة والمجوعة الثانية عند 37 °C لمدة 24 ساعة. تركيب المغذي عادةً يتضمن على مواد تقاوم نمو الميكروبات الغير مستهدفة ويجعل الميركوبات المستهدفة سهلة التعرف وعادةً بواسطة تغير لون الوسط. بعض الطرق الحديثة تحتوي على عامل مضيء والتي يجعل عملة العد بشكل آلي. في نهاية فترة الحضانة، يتم عد المستعمرات بالعين المجردة.
غشاء الترشيح 
يتم ترشيح الانابيب التي تحتوي على التخفيفات المتسلسلة على غشاء الترشيح ومن ثم هذه الاغشية توضع على الوسط المغذي داخل الطبق.هذه الطريقة تعير مشابهه ل طريقة عد الطبق الكامل التقليدية هذي الاغشية تحتوي على شبكة من الفتحات الصغيرة (ميليمتر).ويمكن ان تعد مستعمرات أكثر باستخدام المجهر.
سكب الاطباق
عندما يكون الهدف هو البحث عن أنواع البكتيريا التي تنمو بصورة ضعيفة في الجو، التحليل المبدئي يعمل بواسطة مزج تخفيفات متسلسلة من العينة في اجار مغذي سائل وهو الذي يسكب في قوارير ثم يتم اغلاقة ويوضعون على اجنابهم ليتم تكون اجار السطح المائل.المستعمرات التي تظهر على الوسط يمكن عدها بواسطة العين المجردة.
العدد الكامل من المستعمرات يمثل العدد الحيوي الكامل.وحدة القياس تكون cfu/ml أو وحدات المستعمرات المتكونة في ميلي متر وتربط بالعينة الأساسية.عملية الحساب تكون بضرب معامل التخفيف في عدد المستعمرات.

## تحليل الميكروب الممرض
عندما تظهر العينات ارتفاعاً في مستوى البكتيريا المحددة، عدد من التحاليل تجرى لتحديد البكتيريا الممرضة.أنواع من البكتيريا تكتشف بصورة شائعة في المناطق المعتدلة مثلاً Salmonella typhi سالمونيلا و Salmonella typhimurium.وفي المناطق الاستوائية يتم عزل ضمة الكوليرا بصورة دائمة.

## أنواع الأوساط المغذية المستخدمة في التحليل
اجار ماكونكي MacConkey agar عبارة عن وسط زراعي صمم لنمو بكتيريا سالبة صبغة جرام وتختلف لون المستعمرات وفقاً إلى الاستجابة إلى تخمر الاكتوز. تحتوي أيضاً على أملاح الصفراء (يثبط نمو بكتيريا موجبة صبغة جرام)، صبغة crystal violet (أيضا يثبط نمو بكتيريا موجبة صبغة جرام), صبغة neutral red (يصبغ البكتيريا المخمره للاكتوز)، لاكتوز وببتيد.
الوسط ENDO يحتوي على ببتيد ولاكتوز،Dipotassium phosphate، اجار، كبريتيت الصوديوم، basic fuchsin وكان تم تطويره لعزل Salmonella typhi لكنه الآن يستخدم في تحليل الماء.كما في اجار ماكونكي، ميكروبات coliform تخمر الاكتوز ولون المستعمرة يصبح احمر. الميكروبات التي لا تخمر الاكتوز يصبح لون المستعمرة عديم اللون.
وسط mFC يستخدم في عملية غشاء الترشيح الذي يحتوي على عوامل محددة ومفرقة. أحد هذه العوامل يكون Rosolic acid الذي يثبط نمو البكتيريا عدا coliforms البرازية، الأملاح الصفراء تثبط البكتيريا non-enteric و Aniline blue يحدد مقدرة coliforms البرازية على تخمير الاكتوز وإنتاج الحمض الذي يغير من PH الأس الهيدروجيني للوسط.
وسط TYEA يحتوي على Tryptone، Yeast extract وأملاح عامة و L-arabinose.يعتبر ليس وسط اختاري وعادةً ما يتم تصطيمه عند درجة حرارة (22c and 36 °C) لتحديد المستوى العام من التلوث.